# Eriocaulon pachystroma
Eriocaulon pachystroma là một loài thực vật có hoa trong họ Eriocaulaceae. Loài này được P.Royen mô tả khoa học đầu tiên năm 1961.